# Merck-Saint-Liévin
Merck-Saint-Liévin (Nederlands: Sint-Lievens-Merk) is een gemeente in het Franse departement Pas-de-Calais (regio Hauts-de-France) en telt 507 inwoners (1999). De plaats maakt deel uit van het arrondissement Sint-Omaars.

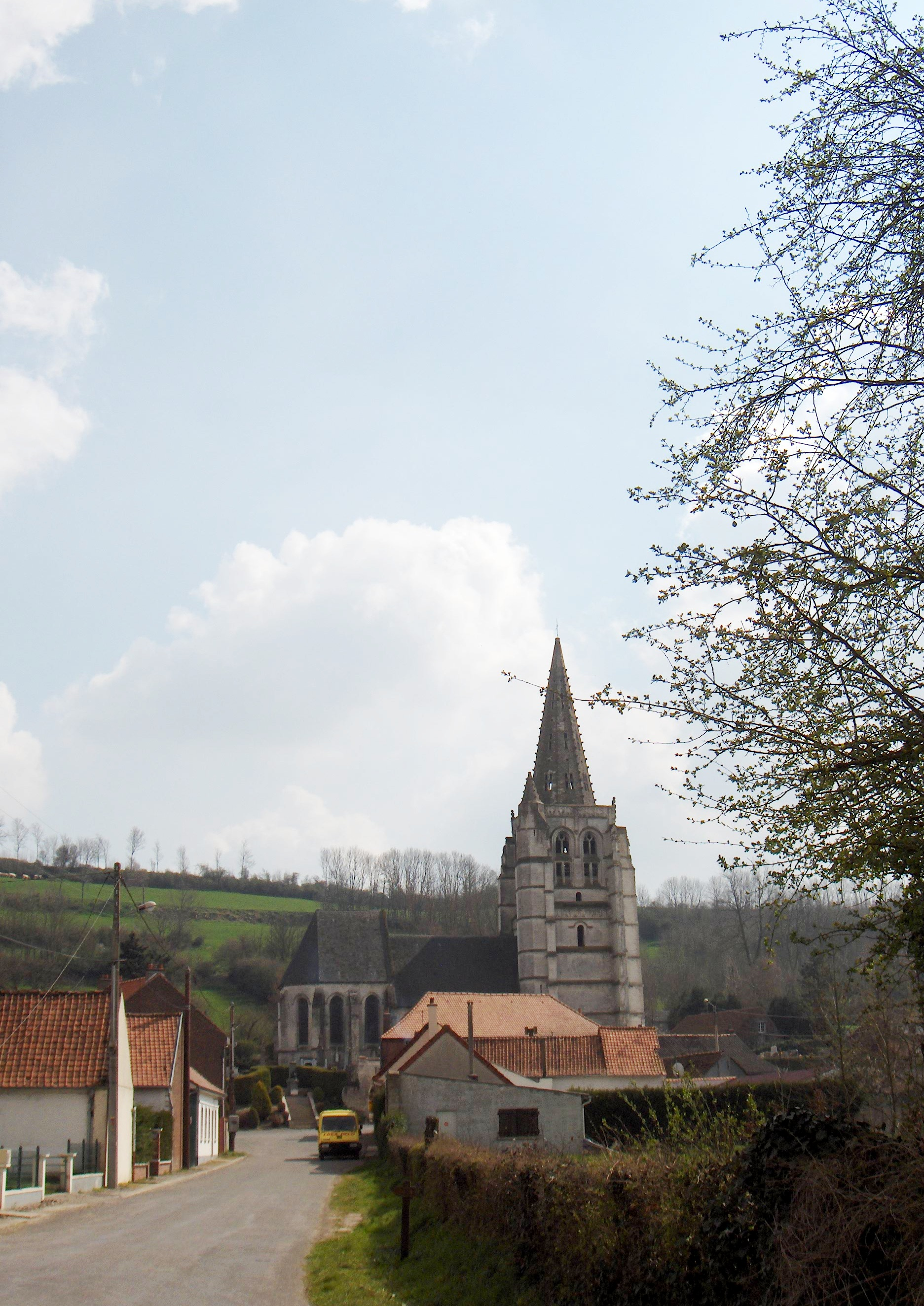
Merck-Saint-Liévin

## Geografie
De oppervlakte van Merck-Saint-Liévin bedraagt 11,8 km², de bevolkingsdichtheid is 43,0 inwoners per km². Door Merck stroomt de Aa.
De onderstaande kaart toont de ligging van Merck-Saint-Liévin met de belangrijkste infrastructuur en aangrenzende gemeenten.

## Demografie
Onderstaande figuur toont het verloop van het inwonertal (bron: INSEE-tellingen).